# Nopalis
Nopalis is een geslacht van wantsen uit de familie van de Acanthosomatidae (Kielwantsen). Het geslacht werd voor het eerst wetenschappelijk beschreven door Victor Antoine Signoret in 1863.

## Soorten
Het genus is monotypisch en bevat alleen de volgende soort:

- Nopalis sulcatus Signoret, 1864